# AMX–13
Az AMX–13 francia könnyű harckocsi, melyet 1953–1985 között gyártottak. Egyedi jellemzői közé tartozott a billenőtorony, illetve a revolvertáras, automata töltőberendezés. A típus jelentős exportsikereket könyvelhetett el, mivel a francia hadseregen kívül 25 különböző országban rendszeresítették.

## Történet
A jármű fejlesztését 1946-ban a Párizs melletti Atelier de Construction d'Issy-les-Moulineaux (AMX) nevű vállalat kezdte meg. A pályázatnak megfelelően egy alacsony tömegű, légi úton is szállítható könnyű harckocsi létrehozására törekedtek, amit elsősorban a légideszant-alakulatok támogatására kívánták használni, viszont a megelőlegezett 12 tonnát nem tudták tartani, ennek eredménye az lett, hogy lemondtak a légideszantról. A prototípust 1948-ban mutatták be, 1952-től kezdve pedig az ARE (Atelier de Construction Roanne) vállalat gyártotta sorozatban. 1964-től kezdve a típus előállítását a Chalon-sur-Saône-i Creusot-Loire gyár vállalta át, mivel az ARE az új AMX–30-as harckocsik előállítását kapta feladatául. A sorozatgyártás 1987-ben történő felfüggesztéséig összesen 7700 példány épült, ebből közel 3400 darabot bocsátottak exportra.

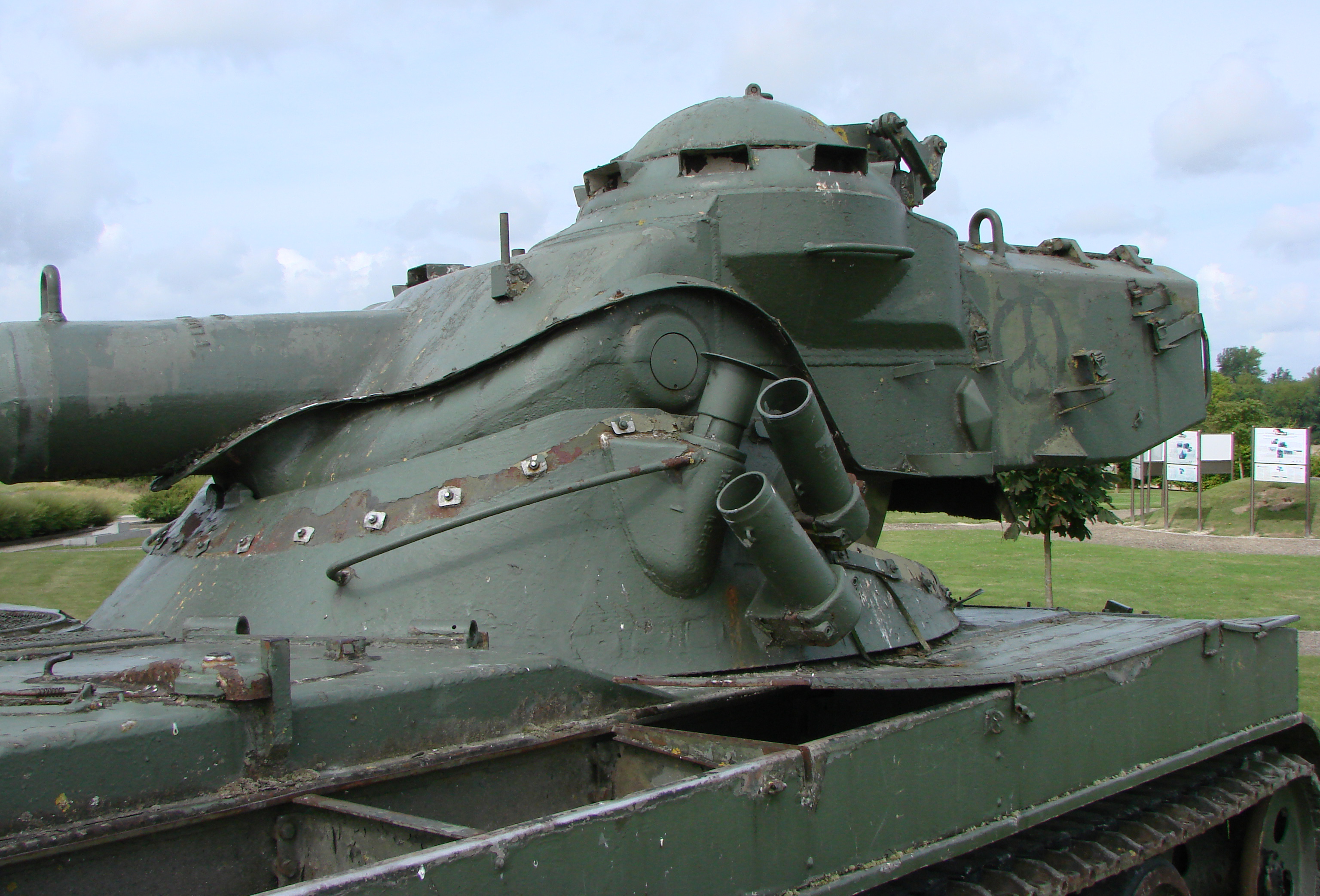
Az AMX–13-as billenőtornya

Mivel a típust még napjainkban is számos ország hadereje szolgálatban tartja, ezért a GIAT Industries (később Nexter) vállalat, az AMX–13-as korszerűsítésével továbbra is foglalkozik.

## A billenőtorony
A billenőtorony először a Panhard AM 40 P-n jelent meg 1940-ben, ami a háború után Panhard EBR néven került sorozatgyártásba. A billenőtorony ezután több francia nehéz harckocsin is feltűnt, de egyik ilyen 50-70 tonnás páncélos se került sorozatgyártásba. A billenőtorony egy igen praktikus megoldás volt, mert a harckocsi tornyában nagyobb löveg fért el, mint a hasonló méretű hagyományos toronyban, ráadásul zárt, és az automata töltő is könnyen elhelyezhető. A billenőtoronynak viszont több igen komoly problémája van: bonyolultság, vegy- és sugárzásvédelem hiánya, szűk torony, sérülékeny mechanizmus, ezért ma már nem használják.

## Tűzerő
Elsődleges fegyverzete a hiedelemmel ellentétben nem a német 7,5 cm KwK 42 L/70 páncéltörő löveg módosított változata volt, mivel a Panther lövegét nem gyártották Franciaországban. Az AMX-13 főfegyvere egy francia tervezésű löveg (CN 75-50), ami elfért a típus billenőtornyába. A 75 mm-es ágyút 2 darab, egyenként 6 lőszer befogadására alkalmas revolver tárral látták el, ezek képezték az automata töltőrendszer lelkét. Hátránya, hogy a töltényhüvelyek automatikus kivetése és a lőszer újratöltése nem volt megoldva, ezért ezt a műveletet minden 12 lövésből álló sorozat leadása után a legénységnek a frontvonal mögé kellett vonulnia, mert a tárat csak a járművön kívülről lehetett tölteni . Az automata töltőberendezés kétségtelen előnye, hogy nagyobb tűzgyorsaságot tett lehetővé, illetve egy fővel csökkenteni lehetett a kezelők számát. Mivel a 75 mm-es löveg ereje már a fejlesztés során elégtelen volt, ezért a későbbi változat már egy 90 mm-es löveget kapott, utána a 105 mm-es F1 löveget.

## Rendszeresítő országok

### Aktuális
- Argentína - 24 darab AMX Mk F3 155 mm önjáró tüzérségi tarack
- Ciprus - 12 darab
- Dzsibuti - 60 darab
- Ecuador - 102 darab
- Indonézia - 500 darab
- Írország - 5 darab
- Kambodzsa - 12 darab
- Kuvait - ?
- Mexikó - 409 darab AMX-VCI
- Nepál - ?
- Peru - 210 darab
- Szingapúr - 350 darab AMX-13/SM1
- Tunézia - ?
- Venezuela - 36 darab AMX-13C.90

### Korábbi
- Algéria - ?
- Argentína - 60 darab AMX-13/105 FL-12, szolgálatból kivonva
- Ausztria - ?
- Belgium - ?
- Chile - 12 darab AMX Mk F3 155 mm tüzérségi tarack
- Dominikai Köztársaság - 15 darab
- Egyiptom - ?
- Salvador - 12 példányt rendeltek, de nincs semmilyen bizonyíték, hogy a páncélosok leszállítására valaha is sor került
- Franciaország - 1970-ben kivonták a szolgálatból
- Guatemala - 12 darab
- Hollandia - 131 darab
- India - Az indiai hadsereg az 1965-ös Indo-Pakisztáni háborúban vetette be. Néhány működőképes példány, a pakisztáni hadsereg kezére került
- Izrael - 1969-ben kivonták, az állomány egy részét pedig eladták Szingapúrnak
- Libanon - 35 darab (1976-ban vonták ki a szolgálatból)
- Marokkó - Szolgálatból kivonva (SK-105 Kurassier típusú páncélosokkal váltották fel)